# Национальная библиотека и архив Ирака
Национальная библиотека и архив Ирака — крупнейшая научная библиотека Республики Ирак, расположенная в городе Багдаде.

## История
Библиотека была основана в 1920 году по иницпиативе Мюриэль Джесси Форбс и при содействии английской писательницы Гертруды Белл. Католический священник Анастас Аль-Кермаль (1866—1947) стал первым заведующим этой библиотеки. Начальный фонд с 4283 книг со временем перешел в подчинение Министерства образования, а в 1929 году книги попали в школу Аль-Мамурия, где эта коллекция стала называться Багдадской публичной библиотекой.
Библиотека разрослась и с 1950-х годов фактически имела статус национальной. В итоге в 1961 году был принят специальный закон, который официально определял эту библиотеку, как национальную. В начале 70-х годов библиотека стала испытывать нехватку площади, и в 1977 году книги перевезли на новое место, где также расположился национальный архив. В 1987 году оба учреждения были объединены. С приходом к власти Саддама Хусейна библиотека стала приходить в упадок из-за хронической нехватки средств.
13 апреля 2003 года библиотека была повреждена пожаром, возникшим в результате военных действий. В огне сгорели столетние рукописи и другие исторические документы времён Османской империи. Пожар возник в результате поджога. Какие военные отряды несут ответственность за поджог выяснить достоверно не удалось. Новый директор библиотеки Саад Эскандер заявил, что библиотека потеряла 60 % архивных материалов, 25 % общих книжных фондов и 95 % редких книг.
Саад Эскандер, директор библиотеки с 2003 по 2015 год, вёл дневник через веб-сайт Британской библиотеки, записи начинаются с ноября 2006 года. Его записи документируют события, связанные с восстановлением библиотеки и архива. К 2007 году библиотека «уже стала убежищем для интеллектуальной деятельности, полностью доступным для общественности, с современным компьютерным центром». Кроме того, появилось оборудование для переноса документов на микроформы и для каталогизации, а также отдел, который хранит документы правительственных министерств Ирака. Британская библиотека сделала свой вклад в восстановление, предоставив копии на микроформах редких книг и документов времён британской администрации Ирака с 1914 по 1921 год, которые ранее хранились в Индии.